# ألبرت روسو
ألبرت روسو هو كاتب ومصور وشاعر بلجيكي، ولد في 26 فبراير 1943 في كامينا في جمهورية الكونغو الديمقراطية.

## وصلات خارجية
- الموقع الرسمي